# Kinas Grand Prix 2016
Kinas Grand Prix 2016, officiellt 2016 Formula 1 Pirelli Chinese Grand Prix, var ett Formel 1-lopp som kördes 17 april 2016 på Shanghai International Circuit i Kina. Det var den tredje av tjugoen deltävlingar ingående i Formel 1-säsongen 2016 och kördes över 56 varv.

## Ställning i mästerskapet före loppet
| Pos. | Förare           | Poäng |
| ---- | ---------------- | ----- |
| 1    | Nico Rosberg     | 50    |
| 2    | Lewis Hamilton   | 33    |
| 3    | Daniel Ricciardo | 24    |
| 4    | Kimi Räikkönen   | 18    |
| 5    | Romain Grosjean  | 18    |

| Pos. | Konstruktör        | Poäng |
| ---- | ------------------ | ----- |
| 1    | Mercedes           | 83    |
| 2    | Ferrari            | 33    |
| 3    | Red Bull-Tag Heuer | 30    |
| 4    | Williams-Mercedes  | 20    |
| 5    | Haas-Ferrari       | 18    |

Notering: Endast de fem bästa placeringarna i vardera mästerskap finns med på listorna.

## Resultat

### Kvalet
| Pos.                    | Nr | Förare            | Konstruktör               | Kvaltider | Kvaltider | Kvaltider | Start- grid |
| Pos.                    | Nr | Förare            | Konstruktör               | Q1        | Q2        | Q3        | Start- grid |
| ----------------------- | -- | ----------------- | ------------------------- | --------- | --------- | --------- | ----------- |
| 1                       | 6  | Nico Rosberg      | Mercedes                  | 1:37,669  | 1:36,240  | 1:35,402  | 1           |
| 2                       | 3  | Daniel Ricciardo  | Red Bull Racing-TAG Heuer | 1:37,672  | 1:36,815  | 1:35,917  | 2           |
| 3                       | 7  | Kimi Räikkönen    | Ferrari                   | 1:37,347  | 1:36,118  | 1:35,972  | 3           |
| 4                       | 5  | Sebastian Vettel  | Ferrari                   | 1:37,001  | 1:36,183  | 1:36,246  | 4           |
| 5                       | 77 | Valtteri Bottas   | Williams-Mercedes         | 1:37,537  | 1:36,831  | 1:36,296  | 5           |
| 6                       | 26 | Daniil Kvyat      | Red Bull Racing-TAG Heuer | 1:37,719  | 1:36,948  | 1:36,399  | 6           |
| 7                       | 11 | Sergio Pérez      | Force India-Mercedes      | 1:38,096  | 1:37,149  | 1:36,865  | 7           |
| 8                       | 55 | Carlos Sainz, Jr. | Toro Rosso-Ferrari        | 1:37,656  | 1:37,204  | 1:36,881  | 8           |
| 9                       | 33 | Max Verstappen    | Toro Rosso-Ferrari        | 1:38,181  | 1:37,265  | 1:37,194  | 9           |
| 10                      | 27 | Nico Hülkenberg   | Force India-Mercedes      | 1:38,165  | 1:37,333  | Ingen tid | 131         |
| 11                      | 19 | Felipe Massa      | Williams-Mercedes         | 1:38,016  | 1:37,347  |           | 10          |
| 12                      | 14 | Fernando Alonso   | McLaren-Honda             | 1:38,451  | 1:38,826  |           | 11          |
| 13                      | 22 | Jenson Button     | McLaren-Honda             | 1:37,593  | 1:39,093  |           | 12          |
| 14                      | 8  | Romain Grosjean   | Haas-Ferrari              | 1:38,425  | 1:39,830  |           | 14          |
| 15                      | 9  | Marcus Ericsson   | Sauber-Ferrari            | 1:38,321  | 1:40,742  |           | 15          |
| 16                      | 12 | Felipe Nasr       | Sauber-Ferrari            | 1:38,654  | 1:42,430  |           | 16          |
| 17                      | 20 | Kevin Magnussen   | Renault                   | 1:38,673  |           |           | 17          |
| 18                      | 21 | Esteban Gutiérrez | Haas-Ferrari              | 1:38,770  |           |           | 18          |
| 19                      | 30 | Jolyon Palmer     | Renault                   | 1:39,528  |           |           | 19          |
| 20                      | 88 | Rio Haryanto      | MRT-Mercedes              | 1:40,264  |           |           | 20          |
| 107 %-gränsen: 1.31,325 |    |                   |                           |           |           |           |             |
| —                       | 94 | Pascal Wehrlein   | MRT-Mercedes              | Ingen tid |           |           | 212         |
| —                       | 44 | Lewis Hamilton    | Mercedes                  | Ingen tid |           |           | 223         |
| Källor:                 |    |                   |                           |           |           |           |             |

Noteringar
- ^1 – Nico Hülkenberg fick ett nedflyttningstraff på tre placeringar för att ha blivit utsläppt under osäkra förhållanden under Q2.[2]
- ^2 – Pascal Wehrlein misslyckades att sätta en tid inom 107% av det snabbaste varvet under Q1. Han godkändes att starta efter domarnas bedömning.[3]
- ^3 – Lewis Hamilton hade redan ådragit sig ett nedflyttningsstraff på fem placeringar för ett oplanerat växellådbyte när han misslyckades med att sätta en kvaltid. Han fick tillstånd att tävla av domarna, innan straffet tillämpades och han flyttades längst bak i startfältet. [4]

### Loppet
| Pos.    | Nr | Förare            | Konstruktör               | Varv | Tid/Bröt    | Grid | Poäng |
| ------- | -- | ----------------- | ------------------------- | ---- | ----------- | ---- | ----- |
| 1       | 6  | Nico Rosberg      | Mercedes'                 | 56   | 1:38:53,891 | 1    | 25    |
| 2       | 5  | Sebastian Vettel  | Ferrari                   | 56   | +37,776     | 4    | 18    |
| 3       | 26 | Daniil Kvyat      | Red Bull Racing-TAG Heuer | 56   | +45,936     | 6    | 15    |
| 4       | 3  | Daniel Ricciardo  | Red Bull Racing-TAG Heuer | 56   | +52,688     | 2    | 12    |
| 5       | 7  | Kimi Räikkönen    | Ferrari                   | 56   | +1:05,872   | 3    | 10    |
| 6       | 19 | Felipe Massa      | Williams-Mercedes'        | 56   | +1:15,511   | 10   | 8     |
| 7       | 44 | Lewis Hamilton    | Mercedes                  | 56   | +1:18,230   | 22   | 6     |
| 8       | 33 | Max Verstappen    | Toro Rosso-Ferrari        | 56   | +1:19,268   | 9    | 4     |
| 9       | 55 | Carlos Sainz Jr.  | Toro Rosso-Ferrari        | 56   | +1:24,127   | 8    | 2     |
| 10      | 77 | Valtteri Bottas   | Williams-Mercedes         | 56   | +1:26,192   | 5    | 1     |
| 11      | 11 | Sergio Pérez      | Force India-Mercedes      | 56   | +1:34,283   | 7    |       |
| 12      | 14 | Fernando Alonso   | McLaren-Honda             | 56   | +1:37,253   | 11   |       |
| 13      | 22 | Jenson Button     | McLaren-Honda             | 56   | +1:41,990   | 12   |       |
| 14      | 21 | Esteban Gutiérrez | Haas-Ferrari              | 55   | +1 varv     | 18   |       |
| 15      | 27 | Nico Hülkenberg   | Force India-Mercedes      | 55   | +1 varv     | 13   |       |
| 16      | 9  | Marcus Ericsson   | Sauber-Ferrari            | 55   | +1 varv     | 15   |       |
| 17      | 20 | Kevin Magnussen   | Renault                   | 55   | +1 varv     | 17   |       |
| 18      | 94 | Pascal Wehrlein   | MRT-Mercedes              | 55   | +1 varv     | 21   |       |
| 19      | 8  | Romain Grosjean   | Haas-Ferrari              | 55   | +1 varv     | 14   |       |
| 20      | 12 | Felipe Nasr       | Sauber-Ferrari            | 55   | +1 varv     | 16   |       |
| 21      | 88 | Rio Haryanto      | MRT-Mercedes              | 55   | +1 varv     | 20   |       |
| 22      | 30 | Jolyon Palmer     | Renault                   | 55   | +1 varv     | 19   |       |
| Källor: |    |                   |                           |      |             |      |       |

## Ställning efter loppet
| Pos.  | Förare           | Poäng |
| ----- | ---------------- | ----- |
| 1 ▬   | Nico Rosberg     | 75    |
| 2 ▬   | Lewis Hamilton   | 39    |
| 3 ▬   | Daniel Ricciardo | 36    |
| 4 ▲ 2 | Sebastian Vettel | 33    |
| 5 ▼ 1 | Kimi Räikkönen   | 28    |

| Pos. | Konstruktör        | Poäng |
| ---- | ------------------ | ----- |
| 1 ▬  | Mercedes           | 114   |
| 2 ▬  | Ferrari            | 61    |
| 3 ▬  | Red Bull-Tag Heuer | 57    |
| 4 ▬  | Williams-Mercedes  | 29    |
| 5 ▬  | Haas-Ferrari       | 18    |

Notering: Endast de fem bästa placeringarna i vardera mästerskap finns med på listorna.